# ANZ Kampioenschap
Het ANZ Kampioenschap is een voormalig golftoernooi van de Europese en Australische PGA Tour. Het werd gespeeld op banen in de buurt van Sydney.
Het kampioenschap heeft slechts drie jaren bestaan. De eerste editie was in 2002 en werd gewonnen door Richard S Johnson.
De formule was een variant op stableford, in de hoop dat spelers meer aanvallend zouden spelen. Hierbij kregen spelers 2 punten voor een birdie en 5 voor een eagle, maar er werd 1 punt afgetrokken voor een bogey en 3 voor een dubbelbogey. De deelnemers vonden het echter nadelig voor de stabiele spelers.
In februari 2004 deed Laura Davies aan het ANZ-toernooi mee. Ze wilde zich meten met haar mannelijke collega's, maar ze behaalde slechts 13 punten. In oktober 2003 had Davies in het Koreaans Open gespeeld en de cut gemist. Ze heeft nooit meer aan een mannentoernooi meegedaan, niet omdat ze niet wilde, maar omdat ze niet meer werd uitgenodigd, zoals ze tijdens het ABN Amro Ladies Open op Golfclub Broekpolder in 2010 zei.
| Jaar | Baan                      | Winnaar           | Punten |
| ---- | ------------------------- | ----------------- | ------ |
| 2002 | The Lakes Golf Club       | Richard S Johnson | 46     |
| 2003 | New South Wales Golf Club | Paul Casey        | 45     |
| 2004 | Horizons Golf Resort      | Brian Davis       | 44     |

## Trivia
- ANZ staat voor Australië en Nieuw-Zeeland.

Abama Open de Canarias ·
AGF Open ·
Allianz Open de Lyon ·
Andalucia Masters ·
ANZ Kampioenschap ·
Argentijns Open ·
Atlantic Open ·
Australian Masters ·
Ballantine's Kampioenschap ·
Barcelona Open ·
Belgisch Open ·
Benson & Hedges International Open ·
BMW Asian Open ·
Brazil Rio de Janeiro 500 Years Open ·
Brazil São Paulo 500 Years Open ·
British Masters ·
Callers of Newcastle ·
Cannes Open ·
Car Care Plan International ·
Castelló Masters ·
Celtic International ·
Dimension Data Pro-Am ·
Double Diamond International ·
Duits Open ·
El Bosque Open ·
El Paraiso Open ·
Engels Open ·
Epson Grand Prix of Europe ·
Estoril Open ·
Extremadura Open ·
German Masters ·
Girona Open ·
Glasgow Open ·
Great North Open ·
Greater Manchester Open ·
Greg Norman Holden International ·
GSI L'Equipe Open ·
Heineken Classic ·
Honda Open ·
Indian Masters ·
Indonesian Open ·
Iskandar Johor Open ·
Jersey Open ·
John Player Classic ·
John Player Trophy ·
Johnnie Walker Classic ·
Kerrygold International Classic ·
Kronenbourg Open ·
Lawrence Batley International ·
Madrid Masters ·
Madrid Open ·
Mallorca Open ·
Marokkaans Open ·
Martini International ·
Match Play Championship ·
Merseyside International Open ·
Monte Carlo Open ·
Murphy's Cup ·
Nelson Mandela Championship ·
New Zealand Open ·
Newcastle Brown "900" Open ·
NH Collection Open ·
Nordic Open ·
North West of Ireland Open ·
Oki Pro-Am ·
Open Catalonia ·
Open de Andalucía ·
Open de Baleares ·
Open de Sevilla ·
Open Mediterrania ·
Open Novotel Perrier ·
Penfold Tournament ·
Perth International Golf Championship ·
Piccadilly Medal ·
PLM Open ·
Portugees Open ·
Roma Masters ·
Saint-Omer Open ·
Sanyo Open ·
Sarazen World Open ·
Scandinavian Enterprise Open ·
Schots PGA Kampioenschap ·
Siciliaans Open ·
Singapore Masters ·
Skol Lager Individual ·
TCL Classic ·
Tenerife Open ·
The Championship at Laguna National ·
The Heritage ·
Timex Open ·
TPC of Europe ·
Trophée Lancôme ·
Tunesisch Open ·
Turespaña Masters ·
Uniroyal International Championship ·
Vodacom Players Championship ·
Volvo Golf Champions ·
Volvo Open ·
W.D. & H.O. Wills Tournament ·
Wang Four Stars ·
Welsh Golf Classic